# Fjäle

Fjäle är en by belägen i Bollnäs kommun i Gävleborgs län i Bollnäs socken. 
Fjäle ligger invid utloppet av Anneforsån som där rinner ut i Fjärden som fortsätter ut i Voxnan. Alldeles bredvid Fjälebron, som leder över Anneforsån, finns sedan 1938 en byabastu. 